# David DeLuise
Pour les articles homonymes, voir DeLuise.
David DeLuise est un acteur américain né le 11 novembre 1971 à Burbank (Californie). Fils de Dom DeLuise, il est le frère de Michael et Peter, également acteurs.
Il est apparu dans de nombreux films et séries télévisées, mais il est surtout connu pour le rôle de Jerry Russo dans la série Les Sorciers de Waverly Place et Les Sorciers de Waverly Place, le film ainsi que le rôle de Pete (petit ami de Samantha Carter) dans la série Stargate SG-1.
Divorcé depuis 2003, il a deux filles : Riley et Dylan.

## Filmographie
Sauf indication contraire, les informations mentionnées dans cette section peuvent être confirmées par la base de données cinématographiques IMDb,  présente dans la section « Liens externes ».
- 1990 : 21 Jump Street (TV) : Stevenson
- 1991 : Rick Hunter (TV) : Randy Morton
- 1993 : Sacré Robin des Bois : un villageois
- 1995 : Dracula, mort et heureux de l'être : un patient
- 1996 - 2001 : Troisième planète après le Soleil (TV) : Bug Pollone
- 1997 : Papa bricole (TV) : Dennis Turner
- 1998 - 1999 : Jesse (TV) : Darren Warner
- 1999 - 2000 : Starship Troopers (TV) : Sgt. Francis Brutto
- 2001 : Parents à tout prix (TV) : le père Tim
- 2001 : Les Experts (TV) : Cliff Renteria
- 2004 - 2005 : Stargate SG-1 (TV) : Pete Shanahan
- 2004 : Gilmore Girls (TV) : le frère de T.J.
- 2004 : Las Vegas (TV) : Tom
- 2005 : Les Experts : Manhattan (TV) : Lance Moretti
- 2005 : Urgence (TV) : Brad Anderson
- 2006 : Ma grand-mère est riche (Where There's a Will) (TV) : Willy
- 2006 : Les Experts : Miami (TV) : Paul Sanders
- 2006 : Monk (TV) : Larry Cutler
- 2007 : FBI : Portés disparus (TV) : Alex Brown
- 2007 : Bones (TV) : Santa Jeff Mantell
- 2007-2013 : Les Sorciers de Waverly Place : Jerry Russo
- 2008 : Bundy: An American Icon (TV) : Inspecteur Genning
- 2008 : Le Pacte mystérieux (Mostly Ghostly) de Richard Correll (DTV) : John Doyle
- 2009 : Les Sorciers de Waverly Place, le film : Jerry Russo
- 2010 : Mords-moi sans hésitation : Fisherman Scully
- 2011 : Mentalist (TV) : M. Ed Loveland
- 2012 : Le Noël de mes rêves : Max Finkelstein
- 2012 : Grey's Anatomy (TV) : Charlie
- 2012 : Rizzoli et Isles (TV) : Dominick Bianchi (Saison 3, épisode 7 : Harcèlement textuel)
- 2012 : Le retour des Sorciers : Alex vs Alex (TV) : Jerry Russo
- 2013 : Abner le chien invisible : Murdoch
- 2013 : Seul pour Noël (TV) : Papa
- 2013 : Pulling the Goalie (court-métrage) : le thérapeute
- 2013 : Sox : Nick
- 2013 : Delicious Ambiguity (court-métrage) : John
- 2013 : Catch (court-métrage) : Umpire
- 2014 : Baby Daddy (TV) : David Brinkerhoff (Épisode: From Here to Paternity)
- 2014 : Sam et Cat : l'assistant photo (Épisode 35 #Perruqué (#GettinWiggy))
- 2014 : Hawaii Five-0 (TV) : Brad Weiss (Saison 5, épisode 6: Ho'oma'ike (Unmasked))
- 2014 : Beethoven et le Trésor des pirates (Beethoven's Treasure) de Ron Oliver : Phil
- 2015 : Les chaussures magiques (Golden Shoes) : Coach Dominic
- 2018 : Invincible : Le Chemin de la rédemption (Unbroken: Path to Redemption) : Howard Lambert
- 2022 : 9-1-1 : Tom Gladen (saison 5, épisode 7 )
- 2024-2025 : Waverly Place : Les Nouveaux Sorciers : Jerry Russo (saison 1 épisodes 7 et 20)